# IC 3701/1
IC 3701/1 је елиптична галаксија у сазвијежђу Дјевица која се налази на листи објеката дубоког неба у Индекс каталогу.
Деклинација објекта је + 11° 2' 49" а ректасцензија 12h 43m 30,9s. Привидна величина (магнитуда) објекта IC 3701 износи 15,6 а фотографска магнитуда 16,6. IC 37011 је још познат и под ознакама VCC 1971, PGC 42812.